# HAVCR2
HAVCR2 (англ. Hepatitis A virus cellular receptor 2) – білок, який кодується однойменним геном, розташованим у людей на короткому плечі 5-ї хромосоми. Довжина поліпептидного ланцюга білка становить 301 амінокислот, а молекулярна маса — 33 394.
| 10         |  | 20         |  | 30         |  | 40         |  | 50         |
| ---------- |  | ---------- |  | ---------- |  | ---------- |  | ---------- |
| MFSHLPFDCV |  | LLLLLLLLTR |  | SSEVEYRAEV |  | GQNAYLPCFY |  | TPAAPGNLVP |
| VCWGKGACPV |  | FECGNVVLRT |  | DERDVNYWTS |  | RYWLNGDFRK |  | GDVSLTIENV |
| TLADSGIYCC |  | RIQIPGIMND |  | EKFNLKLVIK |  | PAKVTPAPTR |  | QRDFTAAFPR |
| MLTTRGHGPA |  | ETQTLGSLPD |  | INLTQISTLA |  | NELRDSRLAN |  | DLRDSGATIR |
| IGIYIGAGIC |  | AGLALALIFG |  | ALIFKWYSHS |  | KEKIQNLSLI |  | SLANLPPSGL |
| ANAVAEGIRS |  | EENIYTIEEN |  | VYEVEEPNEY |  | YCYVSSRQQP |  | SQPLGCRFAM |
| P          |  |            |  |            |  |            |  |            |

A: Аланін

C: Цистеїн

D: Аспарагінова кислота

E: Глутамінова кислота

F: Фенілаланін

G: Гліцин

H: Гістидин

I: Ізолейцин

K: Лізин

L: Лейцин

M: Метіонін

N: Аспарагін

P: Пролін

Q: Глутамін

R: Аргінін

S: Серин

T: Треонін

V: Валін

W: Триптофан

Кодований геном білок за функцією належить до фосфопротеїнів. 
Задіяний у таких біологічних процесах, як адаптивний імунітет, імунітет, вроджений імунітет, запальна відповідь, альтернативний сплайсинг, поліморфізм. 
Білок має сайт для зв'язування з іонами металів. 
Локалізований у мембрані, клітинних контактах.